# Tino Bonk
Tino Bonk (Dresde, RDA, 1 de marzo de 1967) es un deportista alemán que compitió para la RDA en bobsleigh en la modalidad cuádruple.
Ganó dos medallas en el Campeonato Mundial de Bobsleigh, plata en 1990 y bronce en 1991, y dos medallas en el Campeonato Europeo de Bobsleigh, oro en 1992 y plata en 1989. Participó en los Juegos Olímpicos de Albertville 1992, ocupando el sexto lugar en la prueba cuádruple.

## Palmarés internacional
| Representando a la RDA   |                      |                   |           |
| Campeonato Mundial       |                      |                   |           |
| Año                      | Lugar                | Medalla           | Prueba    |
| 1990                     | Sankt Moritz (Suiza) | Medalla de plata  | Cuádruple |
| Campeonato Europeo       |                      |                   |           |
| Año                      | Lugar                | Medalla           | Prueba    |
| 1989                     | Winterberg (RFA)     | Medalla de plata  | Cuádruple |
| Representando a Alemania |                      |                   |           |
| Campeonato Mundial       |                      |                   |           |
| Año                      | Lugar                | Medalla           | Prueba    |
| 1991                     | Altenberg (Alemania) | Medalla de bronce | Cuádruple |
| Campeonato Europeo       |                      |                   |           |
| Año                      | Lugar                | Medalla           | Prueba    |
| 1992                     | Königssee (Alemania) | Medalla de oro    | Cuádruple |